# بیل مدینا
بیل مدینا (انگلیسی: Biel Medina؛ زادهٔ ۲۲ مارس ۱۹۸۰) بازیکن فوتبال اهل اسپانیا است.
از باشگاه‌هایی که در آن بازی کرده‌است می‌توان به باشگاه خیمناستیک تاراگونا، باشگاه فوتبال لگانس، باشگاه فوتبال ایبار، و باشگاه فوتبال آنورتوسیس فاماگوستا اشاره کرد.